# Chrysopogon leucodema
Chrysopogon leucodema là một loài ruồi trong họ Asilidae. Chrysopogon leucodema được Clements miêu tả năm 1985. Loài này phân bố ở miền Australasia.